# Echt (Aberdeenshire)
Echt ist eine Ortschaft in der schottischen Council Area Aberdeenshire. Sie liegt rund 20 Kilometer westlich von Aberdeen vor der Nordostflanke des Hill of Fare.

## Geschichte
Auf einer Anhöhe nordwestlich der Ortschaft befindet sich ein spätbronzezeitliches Hillfort. Ebenfalls als bronzezeitlich wird ein Cairn südöstlich von Echt eingestuft. Auch die Steinkreise Cullerlie, Midmar und Sunhoney belegen die frühzeitliche Besiedlung.
Westlich befindet sich das Tower House Midmar Castle, das, nachdem es 1562 in der Schlacht von Corriechie zerstört worden war, wiederaufgebaut wurde. Die denkmalgeschützte Pfarrkirche von Echt wurde 1804 errichtet. In der Vergangenheit wurden in Echt Viehmärkte abgehalten.
Zwischen 1861 und 1881 zeigte die Einwohnerzahl von Echt nur geringe Schwankungen zwischen 1259 und 1296. Zwischen 1961 und 1991 stieg die Einwohnerzahl von 120 auf 200 an.
Aus den 1220er Jahren sind die Schreibweisen Heyth und Eych belegt; 1366 dann Eycht. Der Ortsname geht möglicherweise auf den Namen des Erbauers des Duns bei Dunecht zurück, der Aedh, Aodh oder Heth geheißen haben könnte.

## Verkehr
In Echt kreuzen sich zwei untergeordnete Straßen. Sie schließen die Ortschaft an die durch Dunecht verlaufende A944 (Aberdeen–Corgarff) beziehungsweise die von Perth nach Aberdeen führende A93 an.